# Autópsia do Medo
Autópsia do Medo é um livro do escritor e jornalista brasileiro Percival de Souza.
O jornalista Percival de Souza relata a vida de Sérgio Paranhos Fleury, o mais temido agente da repressão militar, denunciando o horror e os abusos cometidos durante a ditadura.